# Budapesti Közlekedési Központ Zrt.
 (septembre 2018).
Si vous disposez d'ouvrages ou d'articles de référence ou si vous connaissez des sites web de qualité traitant du thème abordé ici, merci de compléter l'article en donnant les références utiles à sa vérifiabilité et en les liant à la section « Notes et références ».
Pour les articles homonymes, voir BKK.
Budapesti Közlekedési Központ Zrt. ([ˈbudɒpɛʃti ˈkøzlɛkɛdeːʃi ˈkøzpont], BKK Zrt.) est la société supervisant le réseau de transport en commun de Budapest et de sa proche banlieue, fondée par la collectivité métropolitaine le 27 octobre 2010 avec mise en service au 1er janvier 2011. Elle est chargée de coordonner de manière intégrée les compétences de la BKV Zrt., du Département Transports du cabinet du bourgmestre principal, de la Compagnie métropolitaine chargée de l'entretien de la voirie, ainsi que les activités de Parking Kft. et de l'Office public de coordination des opérateurs du taxi métropolitain. Elle a vocation à prendre en charge les stratégies de développement des transports publics et des infrastructures routières à l'échelle de l'agglomération budapestoise.